# Konwencja wiedeńska o prawie traktatów
Konwencja wiedeńska o prawie traktatów, KWPT (ang. Vienna Convention on the Law of Treaties, VCLT) – konwencja uchwalona w Wiedniu 22 maja 1969 r. a otwarta do podpisu 23 maja 1969 r. Weszła w życie 27 stycznia 1980 r. 30 dni po złożeniu 35. dokumentu ratyfikacji lub przystąpienia zgodnie z art. 84. Jest konwencją kodyfikującą prawo umów międzynarodowych. Konwencja kolejno reguluje kwestie zawierania umów międzynarodowych, składania do nich zastrzeżeń, wejścia w życie i tymczasowego stosowania umów, ich przestrzegania i stosowania, a także interpretacji, wygaśnięcia i nieważności.
Konwencja sporządzona została w językach: angielskim, chińskim, francuskim, hiszpańskim i rosyjskim, depozytariuszem jest Sekretarz Generalny ONZ (art. 85). Jej stronami jest 116 państw, 15 innych podpisało bez ratyfikacji.
Polska przystąpiła do Konwencji w dniu 27 kwietnia 1990 roku. Po złożeniu dokumentu przystąpienia u Sekretarza Generalnego ONZ (2 lipca 1990), Konwencja weszła w życie w stosunku do Polski 1 sierpnia 1990 r.

## Prace Komisji Prawa Międzynarodowego ONZ
Projekt konwencji został przygotowany przez Komisję Prawa Międzynarodowego ONZ. Prace nad nią rozpoczęły się 1949 roku, a zostały ukończone 1969 podczas dwóch konferencji międzynarodowych w Wiedniu. Podczas dwudziestu lat przygotowań specjalni sprawozdawcy Komisji opracowali kilka wersji konwencji i komentarzy omawiających dotychczasowe normy prawne i praktykę międzynarodową. Sprawozdawcami byli wybitni znawcy prawa międzynarodowego: James Brierly, Hersch Lauterpacht, Gerald Fitzmaurice oraz Humphrey Waldock.

## Ogólne informacje o Konwencji
Konwencja odnosi się tylko do umów zawieranych w formie pisemnej pomiędzy państwami, nie ma ona zastosowania do umów zawieranych pomiędzy państwami a innymi podmiotami prawa międzynarodowego (np. organizacjami międzynarodowymi), ani do umów zawieranych pomiędzy tymi innymi podmiotami, co nie przesądza o mocy prawnej tych umów. Reguluje większość problematyki prawa traktatów, z wyjątkiem zagadnień sukcesji prawnomiędzynarodowej, odpowiedzialności państw i wpływu wojny na umowy międzynarodowe.

## Pisownia nazwy
Zgodnie z ortografią języka polskiego (wyrażoną w Wielkim Słowniku Ortograficznym PWN) nazwa konwencji powinna być pisana jak nazwy tytułów utworów literackich i naukowych, tzn. w formie "Konwencja wiedeńska o prawie traktatów" (pierwsza litera pierwszego słowa – wielką literą, kolejne słowa rozpoczynające się już z małych liter).
Natomiast nazwa polskiego dokumentu ratyfikującego tę konwencję, brzmi (według informacji podanych w ISAP) "Konwencja Wiedeńska o Prawie Traktatów sporządzona w Wiedniu dnia 23 maja 1969 r." (nazwa konwencji, oprócz przyimka "o", pisana jest od wielkich liter). Jednak już w samym tekście obwieszczenia prezydenta, pojawia się forma ortograficznie poprawna. Forma ortograficznie niepoprawna pojawia się również w wyroku Naczelnego Sądu Administracyjnego.